# Seguici

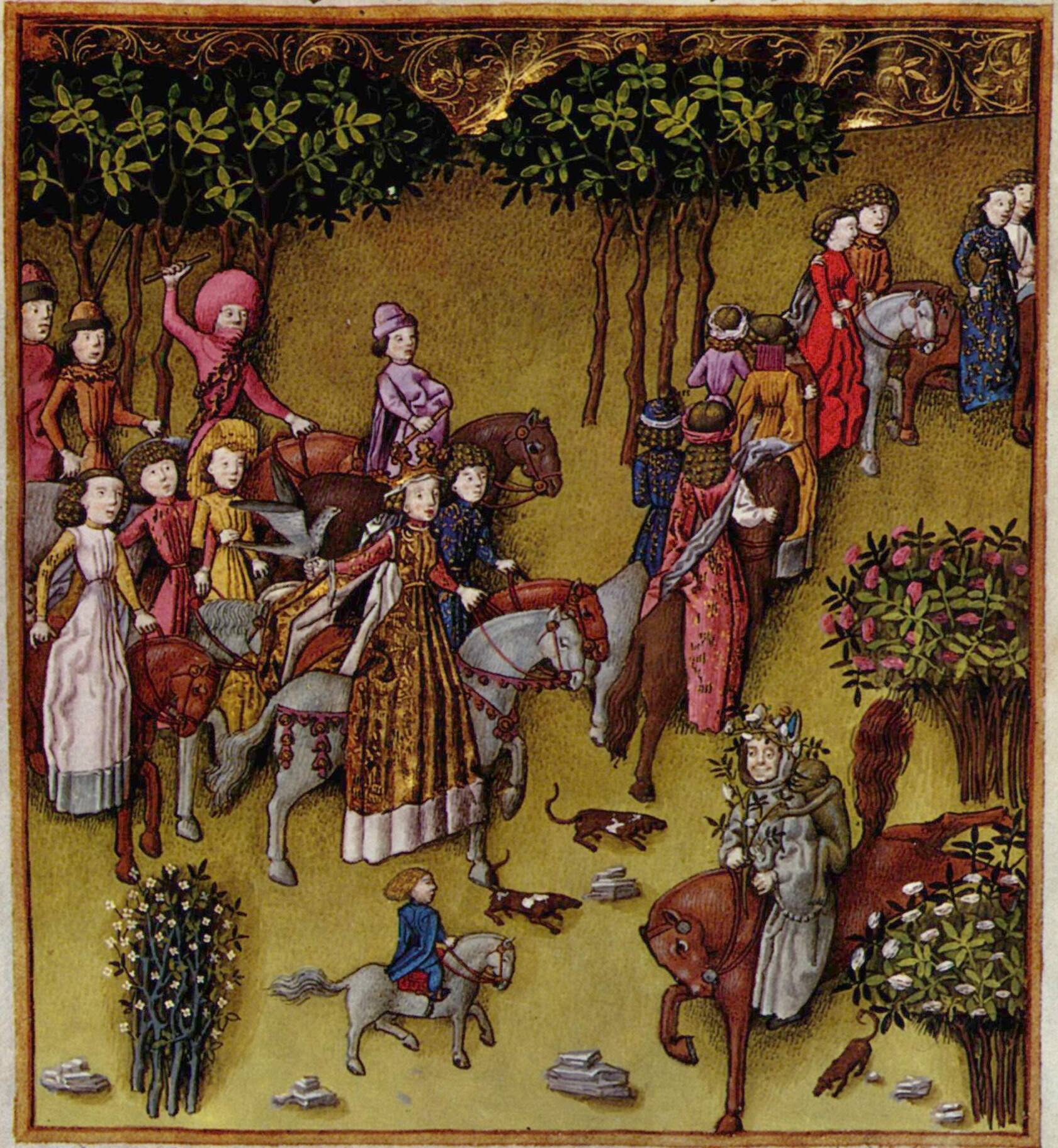
Reina Helen amb el seu seguici en el camí al Shrine de Venus Cloacina, segle XV

Un seguici és un cos de persones al servei o que "segueix" (acompanya) a un noble o personatge reial, (seguici significa literalment: que segueix).
De vegades s'utilitza en un context que significa els seguidors d'un cavaller medieval.

## Etimologia
La paraula, registrada en català circa 1375, equivalent en castellà a "séquito", deriva del llatí sequitur: el que segueix.. i al seu torn de "seguir" amb la terminació -ici presa per analogia de mots procedents de verbs substantivats com servici, sacrifici, ofici...

## Ocupació
La gent del seguici no estaven necessàriament en el servei domèstic o almenys proper a la presència del seu senyor, sinó que també incloïa altres que portaven una lliurea (una classe d'uniforme, en colors distintius) sota la seva protecció, com músics i mestres privats.
Alguns eren una font de problemes i abusos en el s.XVI i principis del s.XVI.
Sovint la seva importància real era molt diferent de la seva posició: per una banda, cites supernumeràries van permetre gaudir de beneficis sense actuar en ple servei. D'altra banda, només 'parant l'orella' podia permetre actuar com a confident de manera informal; o en alguns casos, fins i tot com a espia, sota la disfressa de músic innocent.

## Contrast
El terme seguici s'assimila sovint amb comitiva, que de fet és un òrgan menys estable de persones que acompanyen a una persona prominent..
Per exemple, el seguici d'un príncep podia incloure no només cortesans professionals, sinó també bisbes, clergues i altres empleats, membres sèniors de l'aristocràcia i altres assessors més ocasionals, traductors etcètera, que sovint no formaven part del seguici permanent del sobirà tot i que aquest podia comprendre una varietat sorprenent de funcions.
El Cohors amicorum dels romans era força similar, i aquest ús de la paraula cohort (derivat d'una battalion-mida unitat militar) per als 'amics' d'un dignitari va ser l'arrel de la paraula italiana "corte", que a través del francès "cortège" va donar lloc al terme anglès "cortege" i al castellà "cortejo", que també pot significar un grup de seguidors.